# Bedivere Falls
Die Bedivere Falls sind ein Wasserfall bislang nicht ermittelter Fallhöhe im Fiordland-Nationalpark auf der Südinsel Neuseelands. Südöstlich der Museum Range der Neuseeländischen Alpen liegt er im Lauf des Cozette Burn, der hinter dem Wasserfall in westlicher Fließrichtung in den Camelot River übergeht.